# Trolza-5264.01
Trolza-5264.01 (nazwa handlowa: Stolica) – typ wysokopodłogowego trolejbusu miejskiego, wytwarzanego w latach 1999–2002 przez zakłady Trolliejbusnyj zawod (w późniejszym czasie Trolza). Jest to unowocześniona wersja trolejbusu ZiU-682G.

## Konstrukcja
Szkielet nadwozia trolejbusu jest konstrukcją spawaną. Ramy ścian bocznych, podwozia, przodu i tyłu są wykonane z prostokątnych rur. Boki trolejbusu wykończono bezszwową blachą ocynkowaną, wnęki kół i stopnie obłożono materiałami odpornymi na korozję. Kabina kierowcy jest oddzielona od przedziału pasażerskiego ścianką z drzwiami przesuwnymi. Po prawej stronie nadwozia znajduje się dwoje dwuskrzydłowych i jedne jednoskrzydłowe drzwi. Przednią i tylną ścianę trolejbusu wykonano z włókna szklanego. Zainstalowano panoramiczną szybę przednią. Trolejbus wyposażono w silnik elektryczny prądu stałego typu DK-213, o mocy 115 kW (156 KM). W przedziale pasażerskim umieszczono 30 miejsc siedzących, a także dodatkowe miejsce dla konduktora. Zamontowano także dwa miejsca dla osób niepełnosprawnych.

## Dostawy
| Państwo        | Miasto           | Lata dostaw    | Liczba | Numery taborowe                    |       |
| -------------- | ---------------- | -------------- | ------ | ---------------------------------- | ----- |
| Rosja          | Czelabińsk       | 1999           | 1      | 1108                               | [ 2 ] |
| Rosja          | Kowrow           | 2002           | 1      | 42                                 | [ 2 ] |
| Rosja          | Iżewsk           | 2001           | 1      | 1339                               | [ 2 ] |
| Rosja          | Moskwa           | 2000           | 2      | 7443, 8400                         | [ 2 ] |
| Rosja          | Penza            | 2000           | 6      | 1073, 1429, 1431, 2480, 2482, 3073 | [ 2 ] |
| Rosja          | Petersburg       | 2001           | 1      | 4968                               | [ 2 ] |
| Rosja          | Rostów nad Donem | 2000           | 1      | 284                                | [ 2 ] |
| Rosja          | Sterlitanak      | 2003           | 1      | 1243                               | [ 2 ] |
| Rosja          | Syzran           | 2002           | 3      | 001–003                            | [ 2 ] |
| Tadżykistan    | Duszanbe         | 2000           | 4      | 1000–1003                          | [ 2 ] |
| Łączna liczba: | Łączna liczba:   | Łączna liczba: | 21     |                                    |       |